# 侯斌
侯斌（1975年—），中国黑龙江佳木斯人，中国男子田径运动员、国际残奥委会残奥形象大使。

## 生平

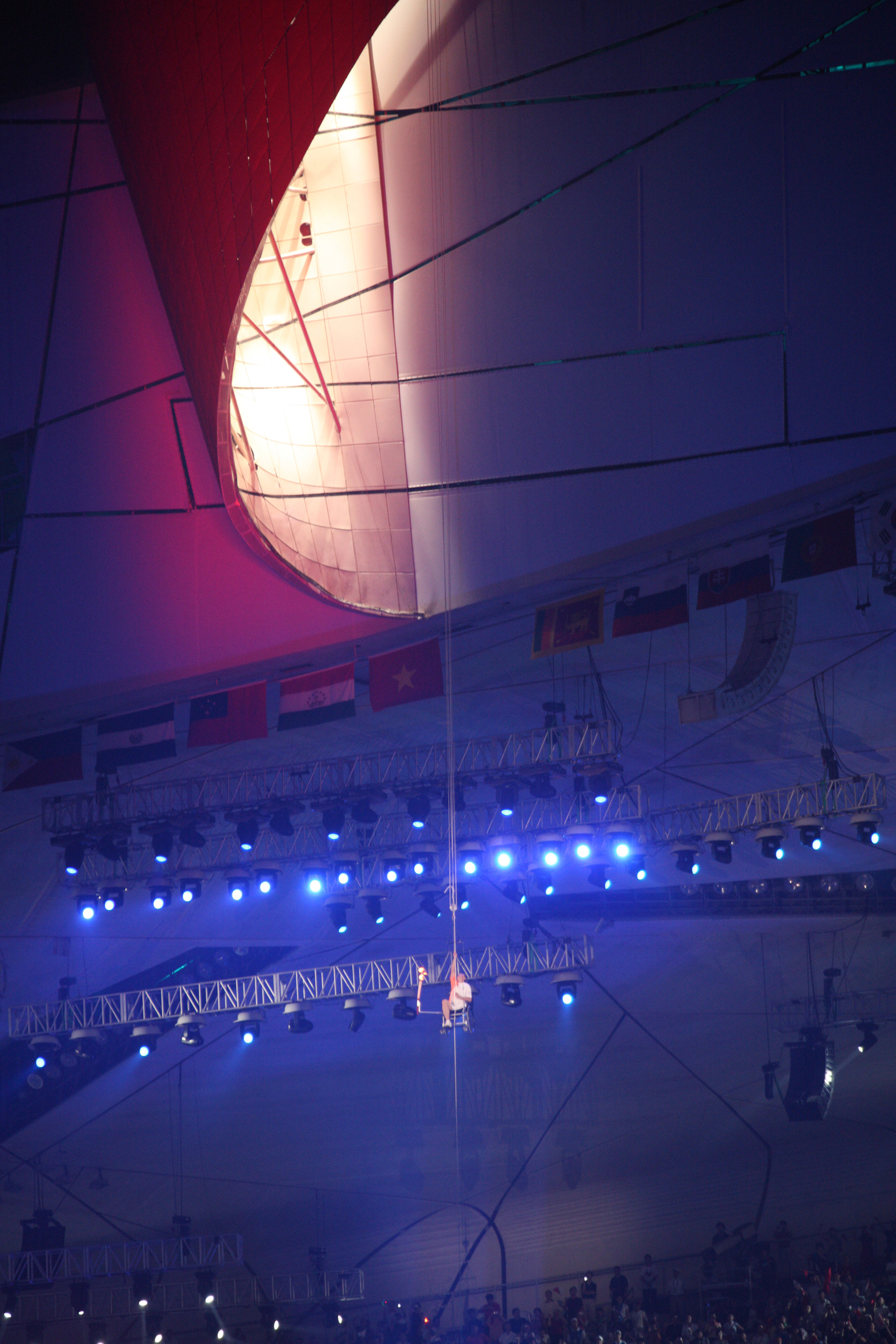
侯斌点燃2008年残奥会主火炬

在9岁时侯斌因意外失去左腿，1993年参加专业跳高训练。1996年亚特兰大残奥会上，他以1米92的成绩获得男子跳高F42-44级金牌，此后他在2000年和2004年上两次卫冕，成绩分别为1米87和1米77。
2008年夏季殘奧會開幕式中，他接过平亚丽手中的火炬，通过拉拽绳索自行攀爬的方式，点燃了2008年夏季残奥会的主火炬。
1999年从黑龙江哈尔滨体育学院毕业，同年调入厦门市残联康复中心，2001年调入厦门市残联盲人按摩指导中心；2003年就读于厦门大学新闻传播广告学本科。
2012年成为第一个踏上南极和北极的残奥冠军。
2013年“再站起来”公益创始人，为在地震中失去腿的孩子们免费安装义肢。
2015年2月10日，接受北京冬奥申委颁发的聘书，正式成为北京申办冬奥会形象大使。